# الأحفاد وعيون المدينة
الأحفاد وعيون المدينة هو مسلسل تلفزيوني عراقي.

## الممثلون
- عواطف السلمان
- قاسم الملاك
- هند كامل
- إقبال نعيم
- سوسن شكري
- بدري حسون فريد
- سليم البصري
- آسيا كمال
- حكيم جاسم